# Чемпионат Европы по академической гребле 1966
Чемпионат Европы по академической гребле 1966 года прошёл с 26 по 28 августа на озере Босбан в Амстердаме (Нидерланды). В нём приняли участие 39 женских экипажей из 13 стран, разыгравших награды в 5 дисциплинах. После того как ГДР стала полноправным членом Международной федерации гребного спорта восточногерманские и западногерманские гребцы получили возможность выступать двумя отдельными командами. 
Чемпионат Европы по академической гребле среди мужчин в 1966 году не проводился, в сентябре они соревновались на чемпионате мира, прошедшем в югославском городе Блед.

## Медалисты

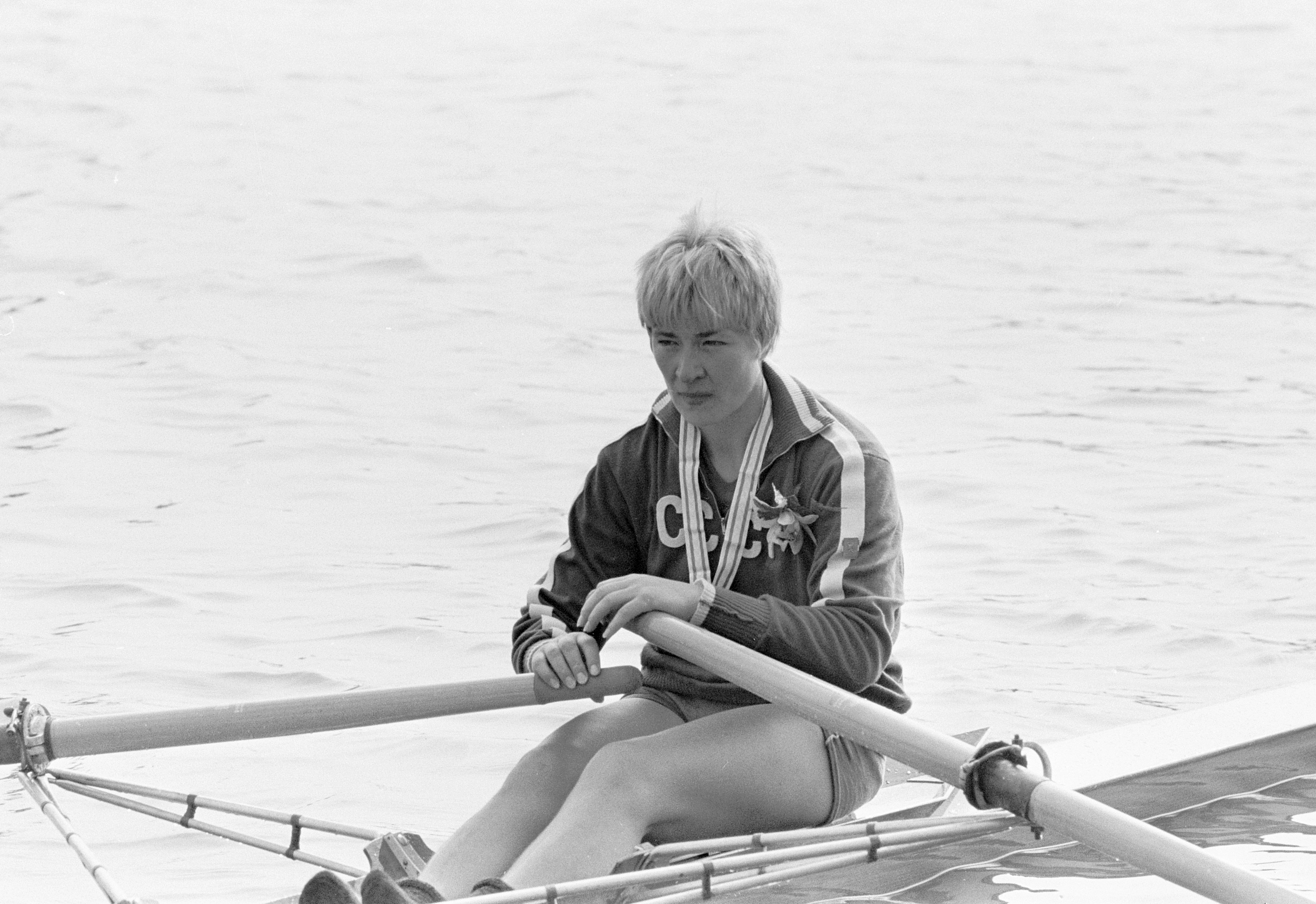
Галина Константинова выиграла золото в классе одиночек

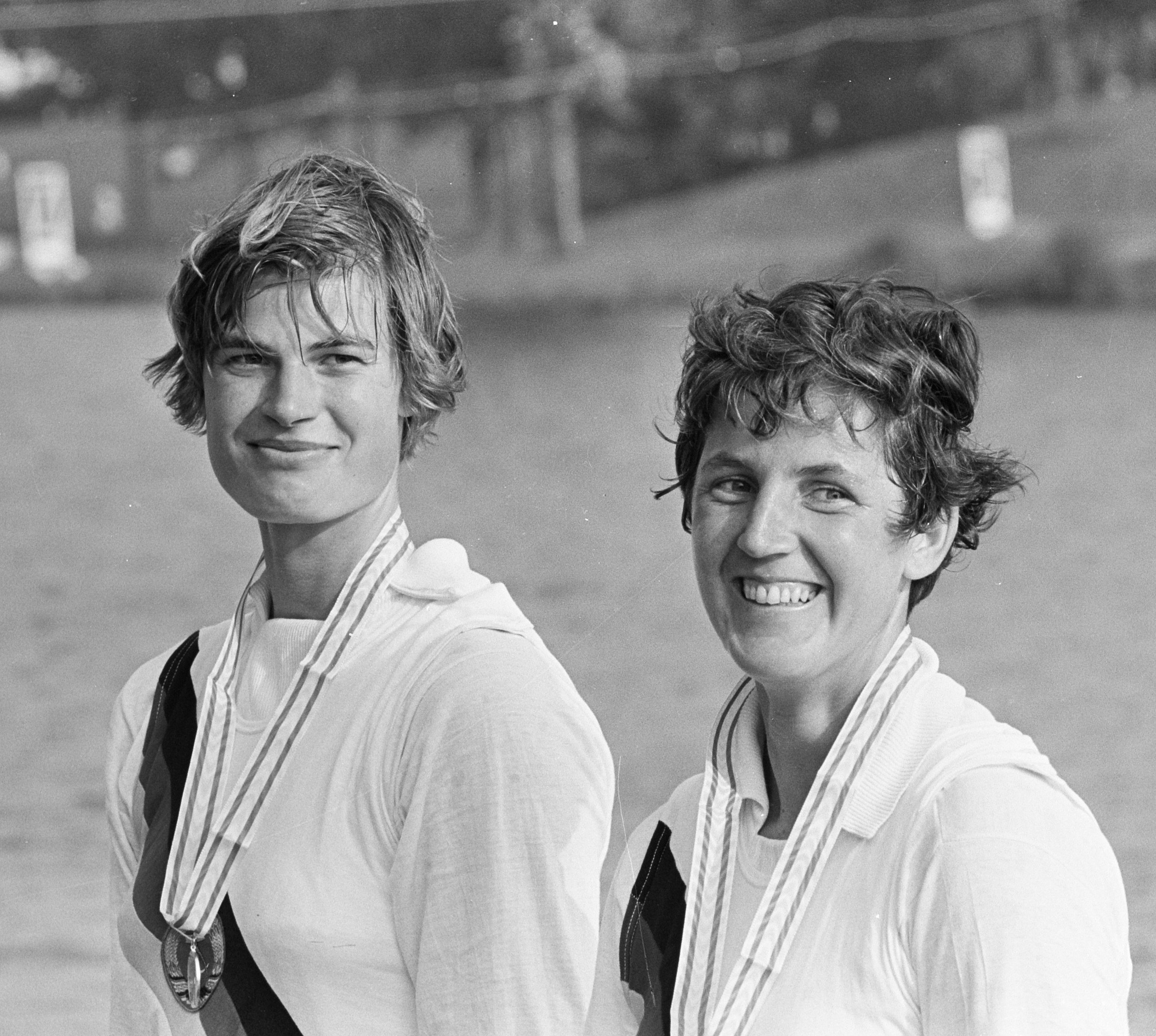
Урсула Панкратц и Моника Зоммер победили в классе двоек парных

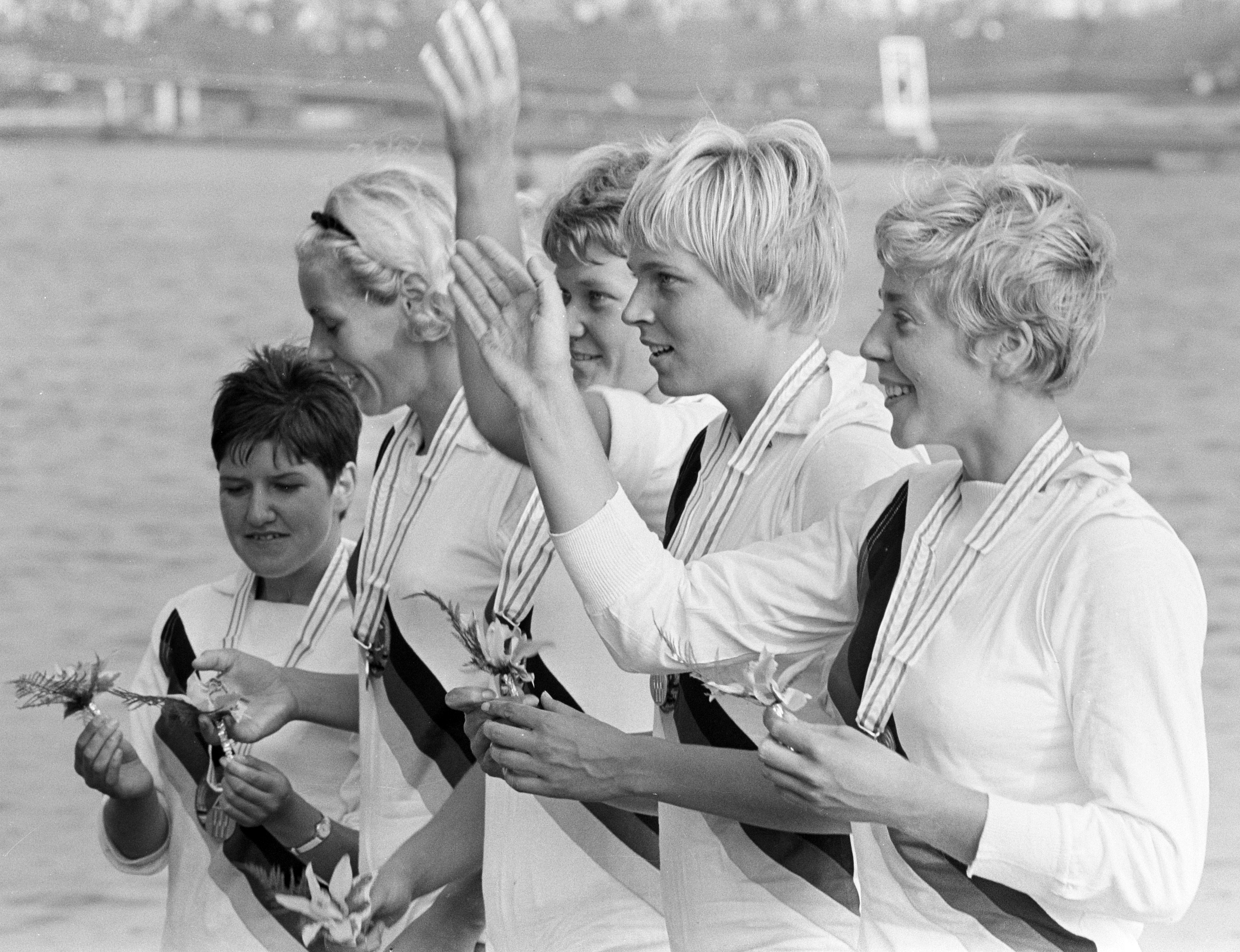
Восточные немки выиграли соревнования в классе четвёрок парных

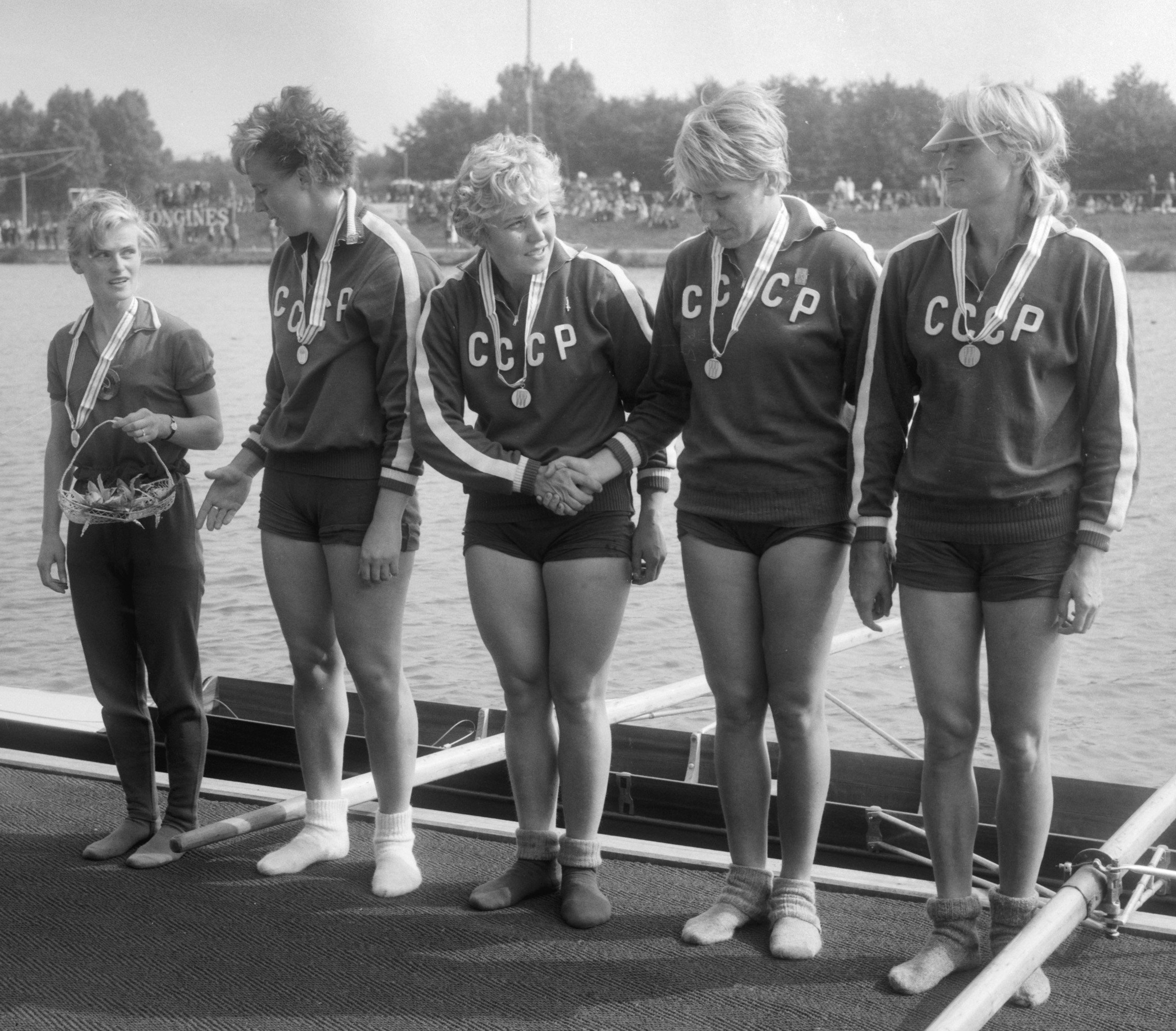
Советские спортсменки, выигравшие в классе четвёрок распашных

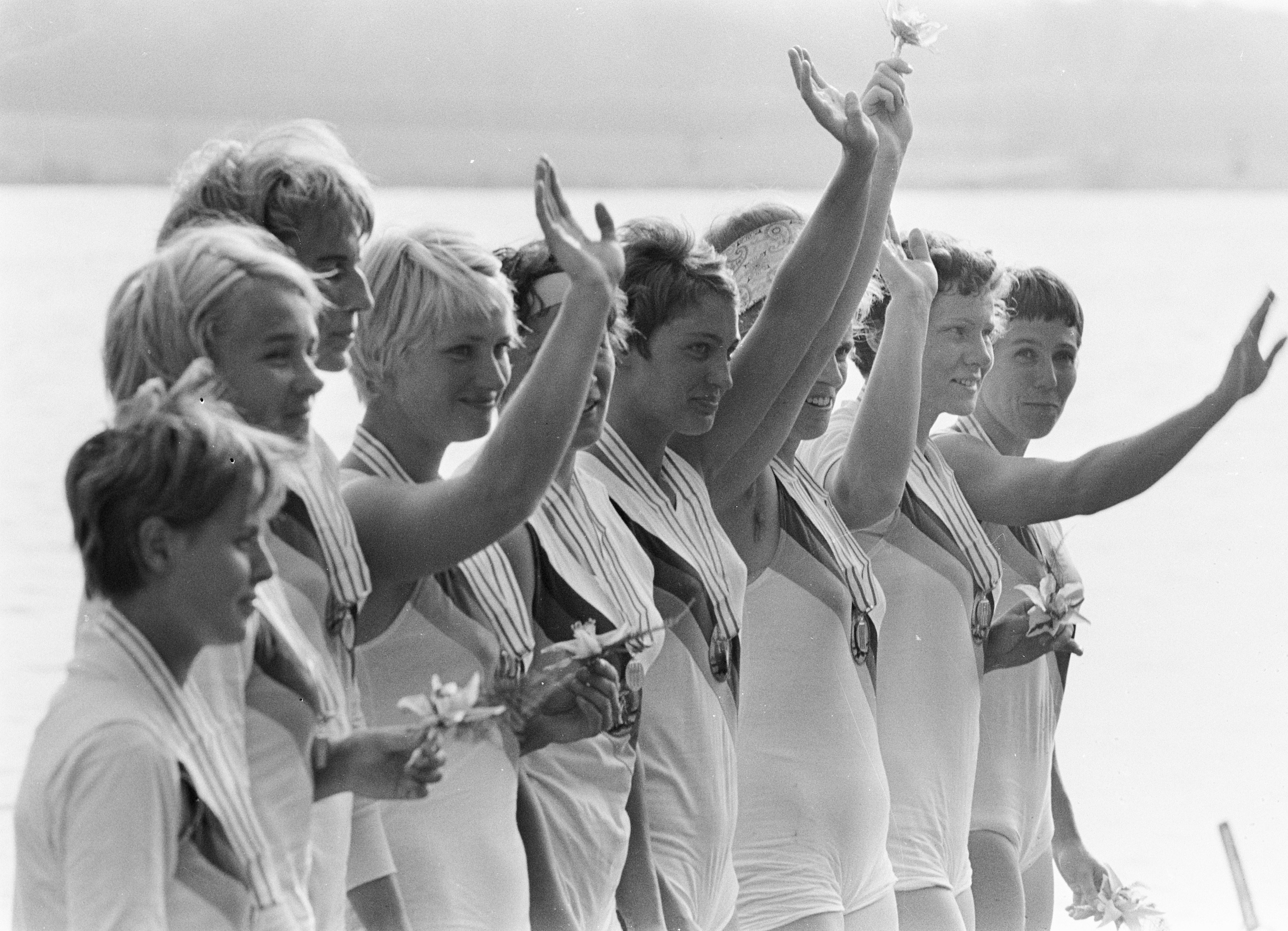
Восточные немки, ставшие чемпионками в классе восьмёрок

| Дисциплина | Золото | Золото  | Серебро | Серебро | Бронза | Бронза  |
| ---------- | --- | ------- | --- | ------- | --- | ------- |
| W1x        | СССР · Галина Константинова | 4:16,87 | Чехословакия · Алена Постлова | 4:17,80 | ГДР · Анита Кульке | 4:18,28 |
| W2x        | ГДР · Урсула Панкратц · Моника Зоммер | 4:05,21 | ФРГ Аннемари Руппрехт Кристль Шмидт | 4:05,97 | СССР · Татьяна Гомолко · Дайна Швейц | 4:07,28 |
| W4x+       | ГДР · Дагмар Хольст · Ингелоре Бальс · Инге Габриэль · Инге Бартлог · Карин Лук (р)                                                                     | 3:41,81 | СССР · София Груцова · Евгения Малышева · Татьяна Маркво · Александра Бочарова · Валентина Туркова (р)                                                                                 | 3:42,06 | Румыния · Мария Ковач · Иляна Немет · Элисабета Вориндан · Мария Хубля · Штефания Борисов (р)                                                                                      | 3:49,21 |
| W4+        | СССР · Галина Климова · Алла Алексеева · Алла Кулешова · Валерия Люляева · Наталья Захарова (р)                                                         | 3:56,88 | Румыния · Ана Райку · Флорика Гюзеля · Вьорика Молдован · Эмилия Ригард · Штефания Борисов (р)                                                                                         | 4:00,86 | ГДР · Ханна Миттер · Хельга Шмидт · Гитта Кубик · Сабине Козель · Гудрун Апельт (р)                                                                                                | 4:02,37 |
| W8+        | ГДР · Марианне Мевес · Бригитте Бутце · Ингрид Фальк · Ирмгард Бёмер · Инге Мундт · Хильде Амеланг · Маргарете Селлинг · Бригитте Амм · Урсула Юрга (р) | 3:32,41 | СССР · Алла Переворухова · Ирена Бачюлите · София Коркутите · Леокадия Семашко · Геновайте Галините · Алдона Чюкшите · Станислава Бубулите · Рита Тамашаускайте · Юрате Нарвидайте (р) | 3:44,50 | Нидерланды · Антоинетте Хазевут · Янна Олсдер · Виллемина Бернелот · Йоке Хёйсман · Йоханна Босх · Герхарда Тёйтерт · Йенни Груневег · Гертрёйда Корнелесе · Виллемейн де Йонг (р) | 3:45,60 |

## Командный зачёт
| Место | Страна       | Золото | Серебро | Бронза | Всего |
| ----- | ------------ | ------ | ------- | ------ | ----- |
| 1     | ГДР          | 3      | 0       | 2      | 5     |
| 2     | СССР         | 2      | 2       | 1      | 5     |
| 3     | Румыния      | 0      | 1       | 1      | 2     |
| 4     | ФРГ          | 0      | 1       | 0      | 1     |
| 4     | Чехословакия | 0      | 1       | 0      | 1     |
| 6     | Нидерланды   | 0      | 0       | 1      | 1     |
| Всего | Всего        | 5      | 5       | 5      | 15    |

 Страна — хозяйка соревнований

## Примечание
1. ↑  Smalman-Smith, Helena. "1966 Women's European Rowing Championships" (англ.). Дата обращения: 11 июня 2020. Архивировано 29 сентября 2020 года.
2. ↑  Karlheinz Heckert. Rudern – Europameisterschaften (Damen – Einer) (нем.). sport-komplett.de. Дата обращения: 3 февраля 2018. Архивировано 5 мая 2021 года.
3. ↑  Ruderinnen erfolgreich wie noch nie. Berliner Zeitung (нем.). Vol. 22, no. 237. 29 августа 1966. p. 6. Дата обращения: 3 февраля 2018.{{cite news}}:  Википедия:Обслуживание CS1 (url-status) (ссылка) требуется регистрация
4. ↑  Karlheinz Heckert. Rudern – Europameisterschaften (Damen – Doppelzweier) (нем.). sport-komplett.de. Дата обращения: 3 февраля 2018. Архивировано 24 сентября 2015 года.
5. ↑  Karlheinz Heckert. Rudern – Europameisterschaften (Damen – Doppelvierer m.Stfr.) (нем.). sport-komplett.de. Дата обращения: 3 февраля 2018. Архивировано 24 сентября 2015 года.
6. ↑  Karlheinz Heckert. Rudern – Europameisterschaften (Damen – Vierer m.Stfr.) (нем.). sport-komplett.de. Дата обращения: 3 февраля 2018. Архивировано 21 января 2023 года.
7. ↑  Karlheinz Heckert. Rudern – Europameisterschaften (Damen – Achter) (нем.). sport-komplett.de. Дата обращения: 3 февраля 2018. Архивировано 2 октября 2018 года.